# カワサキ・CS250
CS250（シーエスにひゃくごじゅう）は、かつて川崎重工業（二輪車製造事業部、現・カワサキモータース）が製造販売していた排気量249ccのオートバイ。1980年代初頭に販売されていたZ250FSの事実上の後継モデルにあたる。

## 概要
CS250は1985年に発売された。CSとは「カジュアルスポーツ」の意味であり、セカンドシートの下にロゴが貼られている。ダブルクレドールの丸パイプフレームに、同社のKLR250と同じ水冷DOHC4サイクル4バルブ単気筒249ccエンジンにセッティングをほどこし出力を向上させて搭載した。
レーサーレプリカ全盛期に、敢えて気軽に乗れるオートバイというコンセプトの下、カウルを持たせないシンプルな外観を持つ。非常に軽量（118kg）であったことから、女性向きと評価され販売台数は伸びなかったが、在庫処分時には軽量かつ34psに達した最高出力を見込まれ、バイク便などの車両などにも用いられた。
直系となる後継オートバイは存在しないが、空冷単気筒のオートバイとして後年エストレヤが発売されており、2014年にはCS250と同じ機構で発展型にあたるエンジンを搭載するニンジャ250SLとZ250SLが発表されている。